# Českomoravská provincie Římské unie řádu svaté Voršily
Českomoravská provincie Římské unie řádu svaté Voršily se v souladu s voršilskou tradicí zaměřuje na pastoraci, evangelizaci a výchovu mládeže. Je tvořena 4 komunitami sester, které sídlí v Praze, Kutné Hoře, Jiřetíně pod Jedlovou a Olomouci. Provincie provozovala v říjnu 2006 4 školy.

## Historie
První klášter sester voršilek byl na českém území založen v listopadu roku 1655 v Praze na Novém Městě, kam na pozvání hraběnky Sibyly de Lamboy, rozené z Pamelbergu, přišlo sedm řeholních sester z Lutychu v Belgii. V jejich čele stála matka představená Anna Dorothea de Seliis, tehdy osmadvacetiletá. Všechny sestry byly vlámského či frankofonního původu.
Novoměstský mateřinec u sv. Voršily dal posléze vzniknout klášterům  ve Vídni (1675), v Praze na Hradčanech (1691, zrušen Josefem II. v roce 1784), v Olomouci (1697), v Chrudimi (1701) a v Kutné Hoře (1712). Další konventy vznikly v Liberci a v České Skalici.  Z Olomouckého kláštera pak byl založen klášter u sv. Josefa v Brně (1782), kam byly převedeny sestry jiných řádů toho roku zrušených.
V roce 1875, když byly v Prusku v rámci tzv. Kulturkampfu zrušeny voršilské školy a internáty, řada voršilek odtamtud emigrovala do českých zemí a zde  založila několik dalších komunit a ústavů. Tak vznikly konventy v Hostinném (po 1877), Přestavlkách u Přerova (1878), ve Frývaldově (1881) a přechodně v Králíkách.
Sestry zakládaly školy od mateřských, přes školy měšťanské až po odborné školy pro ženská povolání, a při nich vedly penzionáty. V Praze pak existovalo dívčí reálné gymnázium, v Hostinném sirotčinec a v Kutné Hoře učitelský ústav. První voršilské školy byly německé, od roku 1897 však vznikaly i školy ryze české.
Z popudu papežů se během 19. století stále více uvažovalo o větším propojení voršilských domů a jejich užší spolupráci. V roce 1900 vznikla Římská unie řádu svaté Voršily sloučením prvních 62 domů. První z voršilských domů na českém území se připojil k Unii v Praze roku 1928. V roce 1933 oficiálně vznikla Českomoravská provincie unie.
V období nacistické nadvlády byly zrušeny řádové školy a zabrána velká část klášterů. Sestry se živily převážně domácími pracemi. Představená provincie Anežka Škaloudová byla pro neloajalitu k Říši vykázána z Prahy a okupační úřady jí zakázaly vykonávat její funkci. Po válce docházelo k postupné obnově, ta však byla ukončena nástupem komunismu.
Komunistický režim do roku 1950 postupně zrušil nebo zestátnil ústavy sester a zabavil jejich kláštery. Sestry byly šikanovány, nezákonně internovány a nuceny pracovat v nevyhovujících podmínkách v továrnách. Bylo jim znemožňováno přijímat novicky a dodržovat své řeholní povinnosti. Po sametové revoluci získala provincie zpět některé své kláštery a obnovila některé své ústavy. V říjnu 2006 zahrnovala Českomoravská provincie Římské unie řádu svaté Voršily 4 komunity sester a provozovala 4 školy. Vedení provincie v čele s představenou sídlí v Praze.

## Současnost

### Provozované kláštery a ústavy
- Pražský dům voršilek s kostelem sv. Voršily - sídlo vedení provincie, v klášteře je malý dívčí internát
  - Mateřská škola sv. Voršily v Praze
  - Základní škola sv. Voršily v Praze v Ostrovní ulici
- Kutnohorský dům voršilek s kostelem Nejsv. Srdce Ježíšova
  - Církevní gymnázium sv. Voršily v Kutné Hoře
- Jiřetínský dům voršilek (Jiřetín pod Jedlovou) - dům pro víkendové akce s dětmi
- Olomoucký dům voršilek (ubytování pro studentky)
  - Základní škola sv. Voršily v Olomouci